# Daniel von Siebenthal
Pour les articles homonymes, voir Von Siebenthal.
Daniel von Siebenthal, né le 20 décembre 1960, est un homme politique vaudois, membre du Parti socialiste suisse.

## Biographie
Daniel von Siebenthal est né à Berne. Originaire de Saanen, il grandit dans la campagne nord-vaudoise. Il quitte Champagne en 1991 pour s'installer à Yverdon-les-Bains, où il vit aujourd'hui.
En plus de sa carrière politique, il a travaillé en tant que géographe pour l'État de Vaud, au service du développement du territoire. Il l'a quitté en avril 2008.
Il est marié et père de deux enfants.

## Politique
Daniel von Siebenthal entre au conseil communal de Champagne à 20 ans. Il y est surnommé "le sénateur" par ses camarades, qui le jugent trop sérieux.
Après s'être établi à Yverdon-les-Bains, il rejoint le Parti socialiste en 1994. Il est élu au Conseil communal avant d'en devenir président en 1997.
Il entre à la municipalité d'Yverdon-les-Bains en janvier 1998, chargé du service de l'éducation et de la culture. Il est réélu en 2001 et en 2006. Pour son troisième mandat, il prend en charge le dicastère de l'éducation et de la jeunesse.
Le 1er juillet 2009, il devient syndic de la ville à la suite de la démission de son prédécesseur Rémy Jaquier et à l'élection à la municipalité de son collègue socialiste Jean-Claude Ruchet. Il remporte l'élection à la syndicature par 3 137 suffrages face à Marc-André Burkhard, vice-syndic sortant (2 796 voix). Il prend alors les rênes des services de l'administration générale, des finances et des ressources humaines.
Il est réélu à la municipalité lors des élections de 2011 avec 3 203 voix (3e place), et est reconduit tacitement au poste de syndic,.
Candidat au Grand conseil vaudois en 2012, il termine à la 5e place (non-élu) sur la liste du parti socialiste, avec 4 833 voix. Ce résultat est considéré comme un échec illustrant ses relations difficiles en tant que syndic avec les communes de la région d'Yverdon-les-Bains.
Le 4 septembre 2014, il annonce sa démission du poste de syndic à la fin de la séance du conseil communal. Il justifie son départ par la perte du plaisir d'exercer sa fonction, ce qui suscite des réactions de surprise d'observateurs de la vie politique,,,. Son bilan et sa personnalité sont alors analysés de manière contrastée par ses partisans et adversaires.
Après une élection complémentaire, il est remplacé à la municipalité par Valérie Jaggi-Wepf, et à la syndicature par Jean-Daniel Carrard.